# Planchonella saligna
Planchonella saligna là một loài thực vật có hoa trong họ Hồng xiêm. Loài này được S.Moore miêu tả khoa học đầu tiên năm 1921.